# GE Capital Solutions
GE Capital Solutions (GECapSol) ist eine Leasinggesellschaft für Industrieanlagen etc. GECapSol gehört zum Bereich GE Commercial Finance der amerikanischen General Electric Company, einem der umsatzstärksten Mischkonzerne der Welt. Sitz ist in Danbury in Connecticut USA.

## Geschäftsfelder
GECapSol beschäftigt sich mit
- TA und VA-Leasing
- InnovativLeasing
- Absatzfinanzierung
- Finanzierung von Flugzeugen
- Mietkauf

Dabei werden Geschäftsflugzeuge, industrielle Anlagen und Technologien, Lastkraftwagen und Anhänger und ganze Transportflotten finanziert. Nicht nur GE-eigene Produkte, sondern auch Produkte von fremden Herstellern werden finanziert.

## Firmen
- GE Access Distribution – IT-Dienstleistungen
- GE Auto Service Leasing GmbH – Flotten-Finanzierung
- GE Business Financing Solutions – Finanzierungen
- GE Commercial Distribution Finance (GE CDF) – Finanzierungen
- GE Corporate Aircraft (GE CA) – Flugzeug-Finanzierungen
- GE Federal Financing – staatliche Finanzierungen
- GE Fleet Services – Flotten-Finanzierung
- GE Franchise Finance – Franchising
- GE Global Electronics Services (GES) – Finanzierung von IT-Anlagen
- GE Intermediary Funding (GE IF) – Finanzierungen
- GE Public Finance – Finanzierung öffentlicher Investitionen
- GE Technology Finance – Finanzierung von Technologie-Anlagen
- GE Transportation Finance – Finanzierung von Lastkraftwagen
- GE Vendor Finance – neue Finanzierungsinstrumente
- Xerox Capital Services (XCS) – Joint Venture von GE Capital Solutions und Xerox

## Unternehmensdaten
- Umsatz 2005: 11.476 Millionen US-Dollar
- Gewinn 2005: 1.515 Millionen US-Dollar